# 65091 Сарамаґрін
65091 Сарамаґрін (65091 Saramagrin) — астероїд головного поясу, відкритий 1 лютого 2002 року.
Тіссеранів параметр щодо Юпітера — 3,532.